# Frans Mohede
François Henry Willem Mohede, surnommé Frans Mohede, est un acteur, chanteur et entraîneur de muay-thaï indonésien né le 6 février 1976 à Jakarta.

## Carrière

### En tant que chanteur
Sa carrière de chanteur débute en 1996 avec la création du groupe de musique Lingua qu'il fonde avec Arie Widiawan et Amara, grâce au soutien du musicien Yovie Widianto. Leur premier album Bila Kuingat (When I Remember) qui regroupe un répertoire de chansons mêlant les genres de musiques soul et country a fait ainsi partie des meilleures ventes de l'année 1996 en Indonésie, depuis le succès du groupe en Asie du Sud-Est n'a fait que s'amplifier.
Néanmoins alors que le contrat que le groupe avait signé avec le label Ris Musik Wijaya devait s'achever en 1999, les événements de la crise économique ayant secoué l'Asie à la fin des années 1990 ont gravement porté atteinte aux intérêts de la maison de disque et en conséquence n'a pas été en mesure de renouveler son contrat avec le groupe après la sortie de l'album Aku (I Was).

### Vie personnelle
Comme le gouvernement indonésien sous la dictature de Soeharto a interdit en 1974 l'enregistrement des mariages entre les couples dont les membres ne partagent pas les mêmes convictions religieuses, Francois s'est marié civilement à Hong Kong le 1er décembre 1999 avec la chanteuse Amara, sa petite amie avec qui il sortait au lycée depuis 1991. Le couple a depuis eût trois fils de ce mariage interreligieux : Mahija Nathaniel Sambarana Aryantawira (8 juin 2004), Janitra Nathaniel Sambawikrama (8 septembre 2006) et Rajaswa Nathaniel (17 octobre 2008).

## Discographie

### Album
1. Bila Kuingat (1996)
2. Jangan Kau Henti (1997)
3. Bintang (1998)
4. Takan Habis Cintaku (1998)
5. Bila Kuingat (Remix) (1998)
6. Aku (Repackage) (1999)
7. Good Time
(en duo avec Coboy) (2015)

### Singles
1. Indonesia Raya (2005)
2. Syukur (2005)

## Filmographie

### Cinéma
| Année | Film       | Rôle   |
| ----- | ---------- | ------ |
| 2006  | Misi: 1511 | Taufiq |

### Télévision
| Année(s) | Série                    | Rôle            | Notes                             |
| -------- | ------------------------ | --------------- | --------------------------------- |
| 2000     | Cinta Tak Pernah Salah   |                 | 26 épisodes                       |
| 2002     | Kembali Ke Fitri         |                 | Personnage secondaire             |
| 2002     | Mahligai Diatas Pasir    |                 |                                   |
| 2002     | Aku Cinta Kamu           |                 | Personnage principal 24 épisodes  |
| 2003     | Bukan Impian Mesumim     | Daniel          | Personnage principal 20 épisodes  |
| 2005     | Petualangan Intan & Oddi | Le père d'Intan | Personnage secondaire             |
| 2006     | Nyonya-Nyonya Sosialita  |                 |                                   |
| 2008     | Serpihan                 | Yandra Nagara   | Personnage principal 24 épisodes  |
| 2009     | Lia                      | Fauzan          | Personnage secondaire 72 épisodes |